# Henniker
Henniker é uma cidade  localizada no estado americano de Nova Hampshire, no Condado de Merrimack.

## Demografia
Segundo o censo americano de 2000, a sua população era de 4433 habitantes.

## Geografia
De acordo com o United States Census Bureau tem uma área de 116,1 km², dos quais 114,3 km² cobertos por terra e 1,8 km² cobertos por água. Henniker localiza-se a aproximadamente 139 m acima do nível do mar.

## Localidades na vizinhança
O diagrama seguinte representa as localidades num raio de 32 km ao redor de Henniker.